# Hans Richter
Hans Richter (Raab, hoje Győr, Hungria, 4 de abril de 1843 — Bayreuth, 5 de dezembro de 1916), nascido como János Richter, foi um compositor, musicólogo e maestro austríaco.

## Biografia
Nascido no então Império Austro-Húngaro, Hans Richter estudou no Conservatório de Viena, tomando um particular interesse pelos instrumentos de sopro. Concluídos os estudos musicais, iniciou uma carreira como maestro que o levou a diversos teatros de ópera do Império com um crescente sucesso.
A partir dos princípios da década de 1860 passou a colaborar com Richard Wagner e em 1876 foi escolhido para dirigir a primeira apresentação completa de Der Ring des Nibelungen (O Anel do Nibelungo) na Bayreuth Festspielhaus.
Em 1877,  ajudou Richard Wagner, já doente, num conjunto de concertos em Londres, passando daí em diante a ser uma figura familiar da cena musical londrina. Esta popularidade no Reino Unido levou a que fosse convidado para múltiplos festivais corais, incluindo uma participação como principal maestro do Birmingham Triennial Music Festival nos anos de 1885 a 1909. Também dirigiu a Hallé Orchestra nos anos de 1899 a 1911 e a então recém-formada London Symphony Orchestra de 1904 a 1911.
Na Europa continental, o seu trabalho desenvolveu-se em torno de Viena, onde, ultrapassando as azedas divisões entre os apoiantes de Wagner e os de Johannes Brahms, dedicou grande atenção às obras de Brahms, Anton Bruckner (que uma vez, após um concerto, lhe meteu uma moeda na mão pretendendo ser uma gorjeta) e Antonín Dvořák. Para além disso, continuou a trabalhar em Bayreuth.
Nos seus últimos anos, Richter transformou-se num admirador incondicional da obra de Edward Elgar e aceitou como excelente a obra de Tchaikovsky, ao ponto de ter num concerto baixado a sua batuta e permitido que a Orquestra Sinfónica de Londres tocasse espontaneamente todo o segundo movimento da sinfonia Pathétique de Tchaikovsky.
Nunca temendo novas experiências a favor da música que adorava, apoiou com o seu prestígio uma versão em língua inglesa de Der Ring des Nibelungen apresentada no Covent Garden em 1908.
Problemas de visão obrigaram-no a retirar-se da cena musical em 1911.
Hans Richter tinha uma visão do seu papel como maestro que o levava a assumir uma postura monumental em detrimento do comportamento mercurial ou dinâmico então preferido, enfatizando a estrutura das peças que interpretava em detrimento de fazer ressaltar momentos de beleza ou paixão. Esta postura levou a que alguns críticos o considerassem como pouco mais do que um metrónomo, mas outros, com destaque para Eugène Aynsley Goossens, destacaram a notável vitalidade rítmica do seu trabalho, um aspecto que dificilmente permite que a obra de Richter seja considerado como estólida ou estática.

## Estreias
- Brahms Sinfonia n.º 2 (1877)
- Brahms Sinfonia n.º 3 (1883)
- Bruckner Sinfonia n.º 4 (1881)
- Bruckner Sinfonia n.º 8 (1892)
- Elgar Variações Enigma (1899)
- Elgar The Dream of Gerontius (1900)
- Elgar Sinfonia n.º 1 (1908)
- Tchaikovsky Concerto para Violino em D (1881; Adolph Brodsky, solista)